# برجی شیخ
برجی شیخ مربوط به دوره قاجار است و در شهرستان کاشان، روستای کامو واقع شده و این اثر در تاریخ ۷ مهر ۱۳۸۱ با شمارهٔ ثبت ۶۵۳۶ به‌عنوان یکی از آثار ملی ایران به ثبت رسیده است.